# Baciki Średnie (gmina)
Baciki Średnie – dawna gmina wiejska istniejąca w latach 1952–1954 w woj. białostockim (dzisiejsze woj. podlaskie). Siedzibą gminy były Baciki Średnie.
Gmina została utworzona 1 lipca 1952 roku w woj. białostockim, w nowo powstałym powiecie siemiatyckim, po przeniesieniu siedziby gminy Siemiatycze z Siemiatycz do Bacik Średnich i zmianie nazwy jednostki na gmina Baciki Średnie. W dniu powołania gmina składała się z 9 gromad.
Gmina została zniesiona 29 września 1954 roku wraz z reformą wprowadzającą gromady w miejsce gmin. Jednostka została przywrócona 1 stycznia 1973 roku po reaktywowaniu gmin w miejsce gromad, lecz już pod pierwotną nazwą gmina Siemiatycze, z siedzibą w Siemiatyczach.